# Comuna Brazii, Arad
Brazii (în maghiară: Raj) este o comună în județul Arad, Crișana, România, formată din satele Brazii (reședința), Buceava-Șoimuș, Iacobini, Mădrigești și Secaș.

## Demografie
Componența etnică a comunei Brazii
     Români (96,84%)
     Alte etnii (0,27%)
     Necunoscută (2,89%)
Componența confesională a comunei Brazii
     Ortodocși (48,19%)
     Penticostali (44,04%)
     Baptiști (4,06%)
     Alte religii (0,63%)
     Necunoscută (3,07%)
Conform recensământului efectuat în 2021, populația comunei Brazii se ridică la 1.108 locuitori, în scădere față de recensământul anterior din 2011, când fuseseră înregistrați 1.155 de locuitori. Majoritatea locuitorilor sunt români (96,84%), iar pentru 2,89% nu se cunoaște apartenența etnică. Din punct de vedere confesional, cei mai mulți locuitori sunt ortodocși (48,19%), cu minorități de penticostali (44,04%) și baptiști (4,06%), iar pentru 3,07% nu se cunoaște apartenența confesională.

## Politică și administrație
Comuna Brazii este administrată de un primar și un consiliu local compus din 9 consilieri. Primarul, Dorin Catana[*], de la Partidul Social Democrat, este în funcție din 1 noiembrie 2024. Începând cu alegerile locale din 2024, consiliul local are următoarea componență pe partide politice:
|  | Partid                          | Consilieri | Componența Consiliului | Componența Consiliului | Componența Consiliului |
|  | ------------------------------- | ---------- | ---------------------- | ---------------------- | ---------------------- |
|  | Partidul Național Liberal       | 3          |                        |                        |                        |
|  | Partidul Social Democrat        | 3          |                        |                        |                        |
|  | Forța Dreptei                   | 1          |                        |                        |                        |
|  | Alianța pentru Unirea Românilor | 1          |                        |                        |                        |
|  | Partidul Puterii Umaniste       | 1          |                        |                        |                        |

## Atracții turistice
- Biserica de lemn din Brazii
- Biserica de lemn din Buceava-Șoimuș, monument istoric
- Biserica de lemn din Mădrigești
- Zarandul de Est (sit Natura 2000)
- Drocea (sit de importanță comunitară inclus în rețeaua europeană Natura 2000 în România).
- Drocea - Zarand (arie de protecție specială avifaunistică - Natura 2000).